# Thiania inermis
Thiania inermis là một loài nhện trong họ Salticidae.
Loài này thuộc chi Thiania. Thiania inermis được Ferdinand Karsch miêu tả năm 1897.